# Amphiodia guillermosoberoni
Amphiodia guillermosoberoni is een slangster uit de familie Amphiuridae.
De wetenschappelijke naam van de soort werd in 1979 gepubliceerd door Caso.